# Baryscapus bruniqueli
Baryscapus bruniqueli är en stekelart som beskrevs av Jean Risbec 1954. Baryscapus bruniqueli ingår i släktet Baryscapus och familjen finglanssteklar. Inga underarter finns listade.